# 震州
震州，南北朝时设置的州。
南朝梁紹泰元年（555年）改吳興郡置，治所在烏程縣（今浙江湖州市）。因震澤（今太湖）得名。轄境約當今浙江省湖州市所屬全境和臨安市，以及杭州市餘杭區東北部。太平元年（556年）複為吳興郡。 